# Barbus
Barbus é um gênero de peixes da família Cyprinidae. São vulgarmente conhecidos como carpas, com algumas espécies de fácil criação em aquários. Também conhecidos pelo nome de barbo.

## Espécies
- Barbus balcanicus Kotlík, Tsigenopoulos, Ráb & Berrebi, 2002
- Barbus barbus (Linnaeus, 1758)
- Barbus bergi Chichkoff, 1935
- Barbus biharicus Antal, László & Kotlík, 2016[1]
- Barbus borysthenicus Dybowski, 1862
- Barbus caninus Bonaparte, 1839
- Barbus carottae (Bianco, 1998)
- Barbus carpathicus Kotlík, Tsigenopoulos, Ráb & Berrebi, 2002
- Barbus ciscaucasicus Kessler, 1877
- Barbus cyclolepis Heckel, 1837
- Barbus ercisianus M. S. Karaman (sr), 1971
- Barbus euboicus Stephanidis, 1950
- Barbus goktschaicus Kessler, 1877
- Barbus haasi Mertens, 1925
- Barbus kubanicus L. S. Berg, 1913
- Barbus lacerta Heckel, 1843
- Barbus lorteti Sauvage, 1882
- Barbus macedonicus S. L. Karaman, 1928
- Barbus meridionalis A. Risso, 1827
- Barbus niluferensis Turan, Kottelat & Ekmekçi, 2009
- Barbus oligolepis Battalgil, 1941
- Barbus peloponnesius Valenciennes, 1842
- Barbus pergamonensis M. S. Karaman, 1971
- Barbus petenyi Heckel, 1852
- Barbus plebejus Bonaparte, 1839
- Barbus prespensis S. L. Karaman, 1924
- Barbus rebeli Koller, 1926
- Barbus sperchiensis Stephanidis, 1950
- Barbus strumicae S. L. Karaman, 1955
- Barbus tauricus Kessler, 1877
- Barbus thessalus Stephanidis, 1971
- Barbus tyberinus Bonaparte, 1839
- Barbus waleckii Rolik, 1970